# Tampereen Ilves (ijshockeyclub)
Ilves (Fins voor lynx) is een Finse ijshockeyclub die uitkomt in de SM-liiga. Hun thuisbasis is de Nokia Arena in Tampere.

## Geschiedenis
Ilves werd in de lente 1931 opgericht en speelde zijn eerste wedstrijd tegen Tampereen Palloilijat, in de winter van hetzelfde jaar. In de late jaren 1930 won Ilves drie keer het Fins Kampioenschap.
Na de Tweede Wereldoorlog speelde Ilves zijn thuiswedstrijden op de (toen nieuwe) Koulukatu-ijsbaan. Vanaf 1945 bleef Ilves 4 jaar onverslagen (ze speelden echter ook maar 36 wedstrijden).
De laatste competitie om de Beker van Finland werd gehouden in 1971. Hierin won Ilves de titel en is sindsdien dus steeds regerend kampioen.
Tegen het einde van de jaren 1970 ging het echter minder goed met de club. Samen met Koovee, een andere club uit Tampere, sloot Ilves een overeenkomst: Koovee zou opgedoekt worden, en de beste spelers van Koovee zouden naar Ilves gaan.
In 1985 won Ilves zijn laatste kampioenschap. Dit de volgende jaren herhalen zou moeilijk zijn, aangezien vier van hun beste spelers overstapten naar clubs in de NHL. In 1980 stond Ilves na de reguliere competitie eerste, maar werd in de eerste ronde van de play-offs naar huis gespeeld. Na nog eens een derde plaats gehaald te hebben in 1981, bleven de grote successen uit. In 1990 veranderde dit echter; Ilves haalde de finale van de play-offs tegen TPS, maar kon niet winnen.
In de loop van de jaren 90 had de club ook financiële problemen. De club bereikte een sportief laagtepunt in 1995, toen Ilves moest vechten om hun plaats in de SM-liiga te behouden.
Toch kwam Ilves erbovenop: 1997 haalde de club de halve finales en in 1998 de finales. Echter, omdat er geen titels mee naar huis werden gebracht, bleven ook de sponsors uit en zat Ilves weer in financiële problemen. De enige manier om de club levend te houden was door spelers te verkopen en te snoeien in de lonen van de hele organisatie.
In de jaren 2000 beleefde Ilves een matige periode, met als hoogtepunt de bronzen medaille in 2001. Sindsdien staat Ilves meestal in het midden van het klassement, waarbij ze in de eerste of tweede ronde van de play-offs uitgeschakeld worden. De financiële situatie van de club is nu wel stabieler dan vroeger. Sinds de jaren 2010 slaagde de club er niet in om een play-offplaats te bereiken, behalve in 2015, toen ze de eerste ronde van de play-offs haalden.
Vanaf 1965 speelde Ilves in de Tampereen jäähalli, maar in 2021 maakte de club tegelijkertijd met Tappara de overstap naar de nieuwe Nokia Arena.

## Huidige spelers

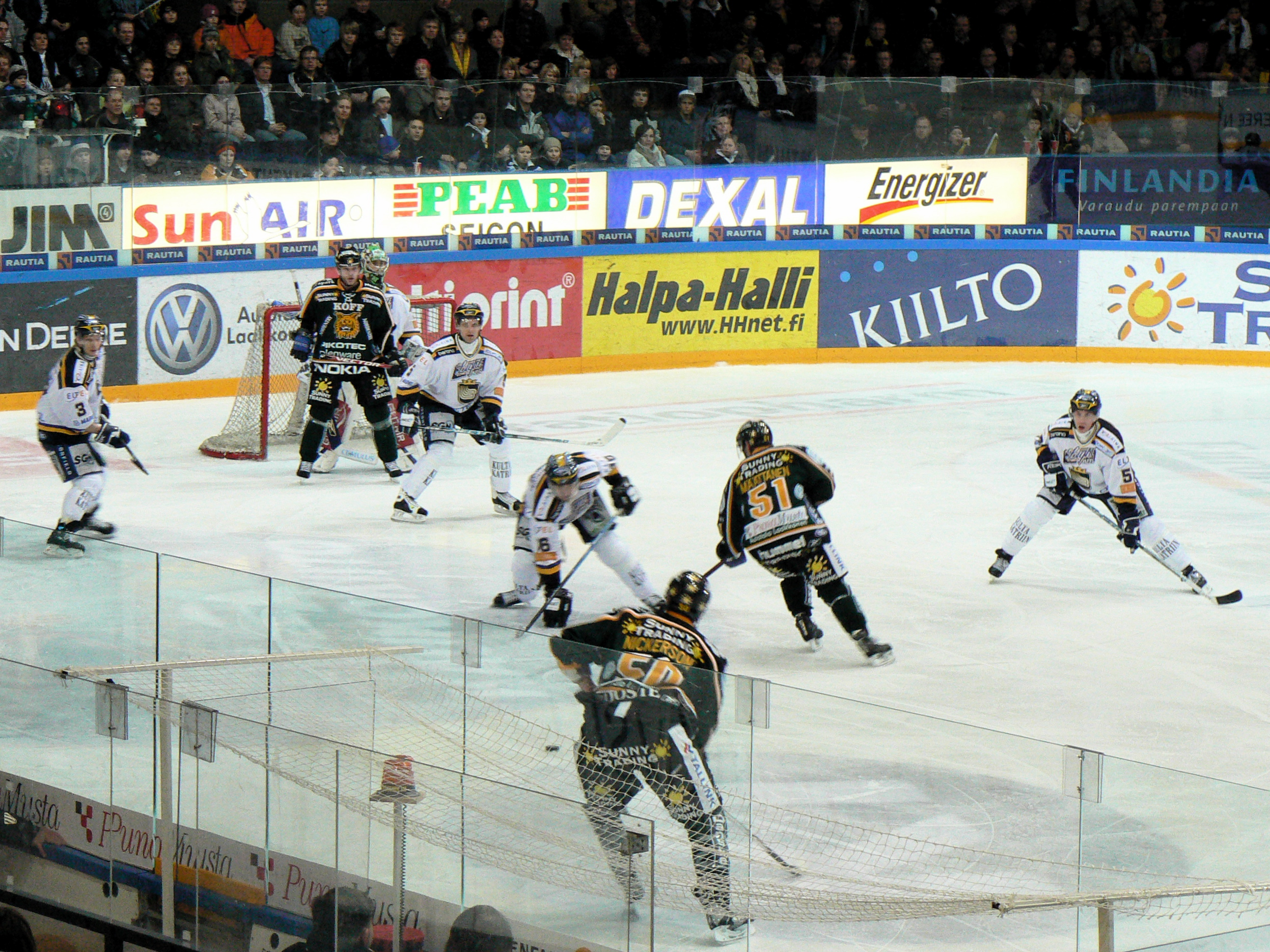
Een wedstrijd tussen Ilves en Blues.

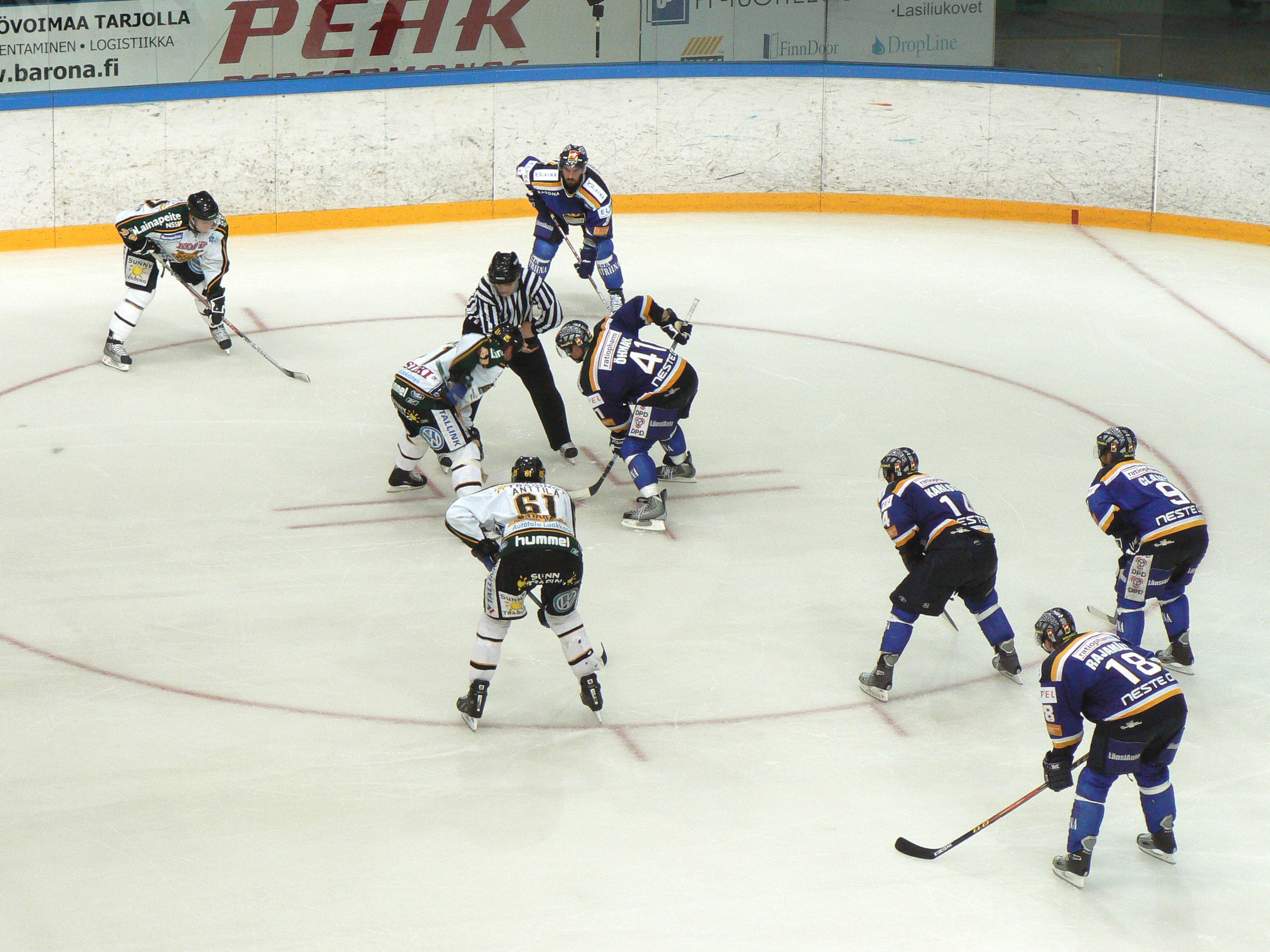
Opnieuw een wedstrijd tussen Ilves en Blues

| Doelverdedigers | Doelverdedigers | Doelverdedigers | Doelverdedigers | Doelverdedigers | Doelverdedigers  |
| Nummer          | Nationaliteit   | Speler          | Vangt met       | Contract tot    | Geboorteplaats   |
| --------------- | --------------- | --------------- | --------------- | --------------- | ---------------- |
| #               | FIN             | Hannu Toivonen  | L               | 2017            | Kalvola, Finland |
| #               | FIN             | Nico Viksten    | L               | 2016            | Tampere, Finland |
| #               | FIN             | Lassi Yrjölä    | L               | Try-out (2015)  | Tampere, Finland |

| Verdedigers | Verdedigers   | Verdedigers           | Verdedigers | Verdedigers    | Verdedigers                          | Verdedigers |
| Nummer      | Nationaliteit | Speler                | Schiet met  | Contract tot   | Geboorteplaats                       |             |
| ----------- | ------------- | --------------------- | ----------- | -------------- | ------------------------------------ | ----------- |
| 5           | FIN           | Aleksi Mäkelä         | L           | 2016           | Tampere, Finland                     |             |
| 11          | FIN           | Saku Salmela          | L           | 2016           | Helsinki, Finland                    |             |
| 20          | USA           | Blake Kessel          | R           | 2016           | Madison, Wisconsin, Verenigde Staten |             |
| 27          | FIN           | Jarkko Näppilä        | L           | 2016           | Tampere, Finland                     |             |
| 76          | FIN           | Konsta Mäkinen        | L           | 2016           | Pirkkala, Finland                    |             |
| #           | FIN           | Marcus Fagerudd       | R           | 2017           | Pietarsaari, Finland                 |             |
| #           | FIN           | Veli-Matti Vittasmäki | L           | 2016+1         | Turku, Finland                       |             |
| #           | FIN           | Ville Järvinen        | L           | 2017           | Tampere, Finland                     |             |
| #           | FIN           | Jyri Niemi            | L           | 2017           | Hämeenkyrö, Finland                  |             |
| #           | FIN           | Juuso Välimäki        | L           | 2017           | Nokia, Finland                       |             |
| #           | FIN           | Olli Vainio           | R           | Try-out (2015) | Tampere, Finland                     |             |

| Aanvallers | Aanvallers    | Aanvallers       | Aanvallers | Aanvallers     | Aanvallers            | Aanvallers |
| Nummer     | Nationaliteit | Speler           | Schiet met | Contract tot   | Geboorteplaats        |            |
| ---------- | ------------- | ---------------- | ---------- | -------------- | --------------------- | ---------- |
| 15         | FIN           | Joonas Riekkinen | L          | 2016           | Varpaisjärvi, Finland |            |
| 18         | FIN           | Ville Meskanen   | R          | 2017           | Tampere, Finland      |            |
| 19         | FIN           | Teemu Rautiainen | L          | 2016           | Nurmijärvi, Finland   |            |
| 21         | FIN           | Aleksi Mustonen  | L          | 2016+1         | Helsinki, Finland     |            |
| 22         | FIN           | Juuso Rämö       | L          | 2016           | Tampere, Finland      |            |
| 26         | FIN           | Eero Savilahti   | L          | 2016           | Tampere, Finland      |            |
| 29         | FIN           | Matias Sointu    | L          | 2017           | Tampere, Finland      |            |
| 39         | FIN           | Jiri Veistola    | R          | 2016           | Vantaa, Finland       |            |
| 42         | FIN           | Sami Sandell     | L          | 2016           | Nokia, Finland        |            |
| 71         | FIN           | Tapio Laakso     | L          | 2016           | Rymättylä, Finland    |            |
| 72         | FIN           | Tommi Välimaa    | L          | 2016           | Kangasala, Finland    |            |
| 89         | FIN           | Antti Tyrväinen  | L          | 2017           | Seinäjoki, Finland    |            |
| #          | FIN           | Eemeli Suomi     | L          | 2017           | Tampere, Finland      |            |
| #          | FIN           | Joonas Vihko     | R          | 2017           | Helsinki, Finland     |            |
| #          | FIN           | Markku Flinck    | L          | 2017           | Espoo, Finland        |            |
| #          | FIN           | Markus Jokinen   | L          | Try-out (2015) | Mänttä, Finland       |            |
| #          | FIN           | Julius Mattila   | L          | 2016           | Tampere, Finland      |            |